# Beziehungen zwischen Deutschland und St. Kitts und Nevis
Die Beziehungen zwischen Deutschland und St. Kitts und Nevis werden vom Auswärtigen Amt als „freundschaftlich, aber wenig ausgeprägt“ beschrieben. Dies gilt sowohl für die politischen als auch für die wirtschaftlichen Beziehungen, die sich vor allem auf die Ausfuhr landwirtschaftlicher Erzeugnisse nach Deutschland bzw. auf den Tourismus beschränken. Weitere Schwerpunkte der Beziehungen sind Entwicklungspolitik und kulturelle Projekte. So leistet Deutschland etwa vereinzelt Hilfe durch Kleinstprojekte. Diplomatische Beziehungen zur Bundesrepublik Deutschland bestehen seit dem 27. August 1984, knapp ein Jahr nach der Unabhängigkeit der Inselföderation. Zur DDR bestanden nie diplomatische Beziehungen.
Zwischen der Europäischen Union einerseits und der Organisation Afrikanischer, Karibischer und Pazifischer Staaten bzw. CARIFORUM andererseits, deren Mitglied St. Kitts und Nevis jeweils ist, existieren Handels- bzw. Wirtschaftspartnerschaftsabkommen, darunter das Cotonou-Abkommen. Beide Staaten arbeiten darüber hinaus innerhalb der Vereinten Nationen zusammen. Im September 2016 trat überdies ein bilaterales Abkommen über die Unterstützung in Steuer- und Steuerstrafsachen durch Informationsaustausch in Kraft, das im Oktober 2010 unterzeichnet wurde.
Deutschland unterhält keine Botschaft in St. Kitts und Nevis, zuständig ist die Deutsche Botschaft Port-of-Spain in Trinidad und Tobago. Der/die jeweilige Botschafter/-in dort ist auch in St. Kitts und Nevis akkreditiert. Weiterhin befindet sich (Stand Ende 2023) eine Honorarkonsularin, Denise Parris-Mertins, in Basseterre. Der Karibikstaat besitzt seinerseits keine Vertretung in Deutschland, zuständig ist die Kanzlei der Botschaft der Föderation St. Kitts und Nevis in London.